# Menachem Bader
Menachem Bader (hebrejsky: מנחם בדר, žil 20. září 1895 – 31. ledna 1985) byl sionistický aktivista, izraelský politik a poslanec Knesetu za stranu Mapam.

## Biografie
Narodil se v Haliči ve městě Dukla v tehdejším Rakousku-Uhersku (dnes Polsko). Vystudoval gymnázium, studoval ekonomii na Universität zu Köln. Jeho rodina se nejprve přestěhovala do Německa. Roku 1920 přesídlil do dnešního Izraele, kde patřil mezi zakladatele kibucu Mizra.

## Politická dráha
V mládí byl aktivní v sionistické organizaci ha-Po'el ha-ca'ir a později v ha-Šomer ha-ca'ir. Od roku 1921 byl členem plánovacího výboru židovských jednotek Hagana. Byl členem zemědělské organizace ha-Merkaz ha-chakla'i a zasedal v odborové centrále Histadrut. Angažoval se v ekonomickém rozvoji kibuců. Patřil mezi zakladatele stavebního podniku Solel Bone. Byl častým delegátem na sionistických kongresech. Během druhé světové války byl emisarem s cílem záchrany Židů. V Prozatímní vládě Státu Izrael byl vysokým úředníkem ministerstva práce a výstavby. Pak zastával vysoký úřednický post na ministerstvu rozvoje v letech 1955–1962. Po odchodu z aktivní politiky se zabýval integrací znevýhodněné mládeže.
V izraelském parlamentu zasedl po volbách v roce 1949, kdy kandidoval za Mapam. Byl předsedou parlamentního výboru pro ekonomické záležitosti a členem výboru pro procedurální pravidla, výboru finančního a zvláštního výboru pro revizi půjček.